# Kostomlaty pod Řípem
Kostomlaty pod Řípem település Csehországban, a Litoměřicei járásban. Kostomlaty pod Řípem Krabčice, Libkovice pod Řípem, Ctiněves, Horní Beřkovice, Černouček és Cítov településekkel határos. Lakosainak száma 420 fő (2024. január 1.).

## Népesség
A település lakosságának változását az alábbi diagram mutatja:
| Lakosok száma | 582  | 682  | 665  | 593  | 493  | 407  | 452  | 440  | 434  | 420  |
|               | 1869 | 1890 | 1921 | 1950 | 1980 | 2001 | 2017 | 2019 | 2022 | 2024 |